# Anthoinite
L'anthoinite est un minéral oxyde de tungstène et d'aluminium de formule AlWO3(OH)3, appartenant au système cristallin triclinique. Elle est d'apparence blanche et crayeuse.
Elle a été nommée en l'honneur de Raymond Anthoine (1888-1971), ingénieur minier belge né à Charleroi en Belgique, connu pour ses travaux sur la prospection des gisements alluviaux. Le symbole IMA est Atn.

## Propriétés
L'anthoinite est un tungstate anhydre très rare, translucide et présente un trait blanc. Son clivage est parfait dans une direction. 
Elle est de couleur blanche lorsqu'elle ne contient pas de fer et présente un lustre terne. Sa dureté est faible, 1 sur l'échelle de Mohs et sa densité mesurée varie de 4,78 à 4,87 g/cm3 et de 4,84 g/cm3 par calcul.
Les cristaux d'anthoinite sont souvent aplatis et présentent une forme de tablette sur la face {010}. On la trouve également sous forme de masses poudreuses ou crayeuses et en pseudomorphoses après de grands cristaux de scheelite.

## Environnement et gisements
L'anthoinite se forme dans des skarns altérés, comme c'est le cas à la mine de Kara en Tasmanie. Sa présence est souvent associée à des processus d'altération aqueuse en surface, ainsi qu'à des formations carbonatées, phosphatées et ferreuses thermiquement altérées lors de processus d'altération à haute température et/ou de métamorphisme. 
La localité type de l'anthoinite est la mine de Mont Misobo dans la province de Maniema en République démocratique du Congo. On la trouve principalement en Afrique, en RDC, en Ouganda et au Burundi. Une mine au Canada en recèle, ainsi que la mine Kara en Tasmanie et un site géologique au Japon.